# Steve Mesler
Steve Michael Mesler (Búfalo, 27 de agosto de 1978) es un deportista estadounidense que compitió en bobsleigh en la modalidad cuádruple. 
Participó en dos Juegos Olímpicos de Invierno, en los años 2006 y 2010, obteniendo una medalla de oro en Vancouver 2010, en la prueba cuádruple (junto con Steven Holcomb, Justin Olsen y Curtis Tomasevicz).
Ganó dos medallas en el Campeonato Mundial de Bobsleigh, oro en 2009 y bronce en 2004.

## Palmarés internacional
| Juegos Olímpicos   | Juegos Olímpicos             | Juegos Olímpicos  | Juegos Olímpicos |
| Año                | Lugar                        | Medalla           | Prueba           |
| ------------------ | ---------------------------- | ----------------- | ---------------- |
| 2010               | Vancouver (Canadá)           | Medalla de oro    | Cuádruple        |
| Campeonato Mundial |                              |                   |                  |
| Año                | Lugar                        | Medalla           | Prueba           |
| 2004               | Königssee (Alemania)         | Medalla de bronce | Cuádruple        |
| 2009               | Lake Placid (Estados Unidos) | Medalla de oro    | Cuádruple        |